# 不可説不可説転
不可説不可説転（ふかせつふかせつてん）とは、華厳経に登場する自然数の数詞である。仏典に現れる具体的な数詞としては最大で、無量大数より大きい単位とされている。

## 定義

### 八十華厳
唐の『華厳経（八十華厳）』（訳：実叉難陀）第45巻「阿僧祇品第三十」に次のように書かれている。
100洛叉（らくしゃ）を1倶胝（くてい）とする。倶胝の倶胝倍（2乗）を1阿庾多（あゆた）とする。阿庾多の阿庾多倍を1那由他（なゆた）とする。那由他の那由他倍を1頻波羅（びんばら）とする。（中略）不可説転の不可説転倍を1不可説不可説とする。このまた不可説不可説倍を1不可説不可説転とする。
つまり洛叉（10万）の100倍（107＝千万）である倶胝を基準とし、倶胝の2乗（107×21＝1014＝百兆）を阿庾多、阿庾多の2乗（107×22＝1028＝穣）を那由他（一般数詞の那由他（1060）とは異なる）、那由他の2乗（107×23＝1056＝阿僧祇）を頻波羅としている。不可説不可説転はこの系列の最後（122番目）であり、以下の数式で示される。
1不可説不可説転＝107×2122＝1037218383881977644441306597687849648128（≒10の37澗乗）
このように単位を2乗すると新しい単位となるものを上数といい、二重指数関数に当たる増え方である。

## 大きさ
1無量大数は1068、1グーゴルは10100である。1不可説不可説転は無量大数のおよそ 5400溝乗で、これらよりも遥かに大きい。
1不可説不可説転の270那由他乗が、およそ1グーゴルプレックス（{\displaystyle 10^{10^{100}}}）になる。
これはあくまでも実用の値ではなく、計算もできないほど莫大な数を示して、悟りの功徳の大きさを表す意図がある。
二重指数関数の増え方をしたり、テトレーションレベルに接近するほど巨大な数を想定しており、華厳経が書かれた当時の数少ない例の一つでもある。

## 別の華厳経による「不可説不可説転」と「不可説転転」

### 四十華厳
唐の『華厳経（四十華厳）』（訳：般若三蔵）には、八十華厳のものとは異なる体系の命数が記載されており、この経典では105 を洛叉、100洛叉（107）を倶胝とし、倶胝以上を上数として144の命数が列挙されている。その体系で最大の命数も「不可説不可説転」と称するが、これは次のように、八十華厳のものとは値が異なる。
1不可説不可説転（四十華厳）＝107×2142＝1039026304097428590497687506977134632635465728 ≒ 103.9×1043

### 六十華厳
また、東晋の『華厳経（六十華厳）』（訳：仏駄跋陀羅）にもまた別体系の命数が記載されており、この経典では1010を拘梨とし、拘梨以上を上数として121の命数が列挙されている。その体系で最大の命数は「不可説不可説転」ではなく「不可説転転」と称し、値は次の数式で示す。
1不可説転転（六十華厳）＝1010×2120＝1013292279957849158729038070602803445760 ≒ 101.3×1037